# Каролина (ЮАР)
Каролина (Carolina) — административный центр местного муниципалитета Альберт Лутхули в районе Герт Сибанде провинции Мпумаланга (ЮАР). 
В 1883 году, когда в Барбертоне нашли золото, Корнелиус Коэтзее создал в этом месте стоянку для фургонов, и назвал её в честь своей жены Каролины. Постепенно на этом месте образовался городок.